# Gran mufti dell'Arabia Saudita
Il gran mufti dell'Arabia Saudita è l'autorità religiosa wahhabita più anziana e influente in Arabia Saudita. Tale incarico viene assegnato dal re. Il gran mufti è il capo del Comitato Permanente per la Ricerca e l'Emissione di fatwe.

## Ruolo
Il gran mufti è l'autorità religiosa più rilevante nel Paese. Il suo ruolo principale è quello di dare pareri (fatwā) su questioni legali e sugli affari sociali. Il sistema giudiziario saudita è fortemente influenzato dai pareri del gran mufti.
Tale carica fu creata nel 1953 dal re ʿAbd al-ʿAzīz con la nomina di Muḥammad ibn Ibrāhīm Āl al-Shaykh. In genere, l'incarico di gran mufti è stato sempre appannaggio di membri della famiglia degli Āl al-Shaykh, discendenti di Muḥammad b. ʿAbd al-Wahhāb
Nel 1969 re Fayṣal abolì la carica di gran mufti e la sostituì con quella di ministro della Giustizia. Fu poi restaurata nel 1993 con la nomina di ʿAbd al-ʿAzīz b. ʿAbd Allāh b. Bāz. L'attuale mufti, ʿAbd al-ʿAzīz b. ʿAbd Allāh Āl al-Shaykh, è stato nominato nel 1999 da re Fahd dopo la morte di Ibn Baz.

## Cronologia
- Muhammad ibn Ibrahim Al al-Sheikh (1953-1969)
  - Titolo soppresso (1969-1993)
- ʿAbd al-ʿAzīz b. ʿAbd Allāh b. Bāz (1993-1999)
- ʿAbd al-ʿAzīz b. ʿAbd Allāh Āl al-Shaykh, dal 1999